# جون مارشال هيويت
جون مارشال هيويت هو سياسي أمريكي، ولد في 22 يوليو 1841 في فرانكفورت في الولايات المتحدة، وتوفي في 29 فبراير 1888 في ماريانا في الولايات المتحدة بسبب سرطان. نشط حزبياً في الحزب الديمقراطي. وقد انتخب عضو مجلس نواب أركنساس ‏.